# 利马尼奥勒河畔圣阿尔邦
利马尼奥勒河畔圣阿尔邦（法語：Saint-Alban-sur-Limagnole，法語發音：[sɛ̃.t‿albɑ̃ syʁ limaɲɔl]）是法国洛泽尔省的一个市镇，属于芒德区。

## 地理
利马尼奥勒河畔圣阿尔邦（44°46'51"N, 3°23'18"E）面积51.23 平方千米，位于法国奧克西塔尼大區洛泽尔省，该省份为法国南部内陆省份，北起上盧瓦爾省和康塔爾省，西接阿韦龙省，南至加尔省，东临阿尔代什省。
与利马尼奥勒河畔圣阿尔邦接壤的市镇（或旧市镇、城区）包括：勒马尔济约福兰、拉若、圣厄拉利、马尔热里德地区圣德尼、丰唐斯、里梅兹、普吕尼耶尔。

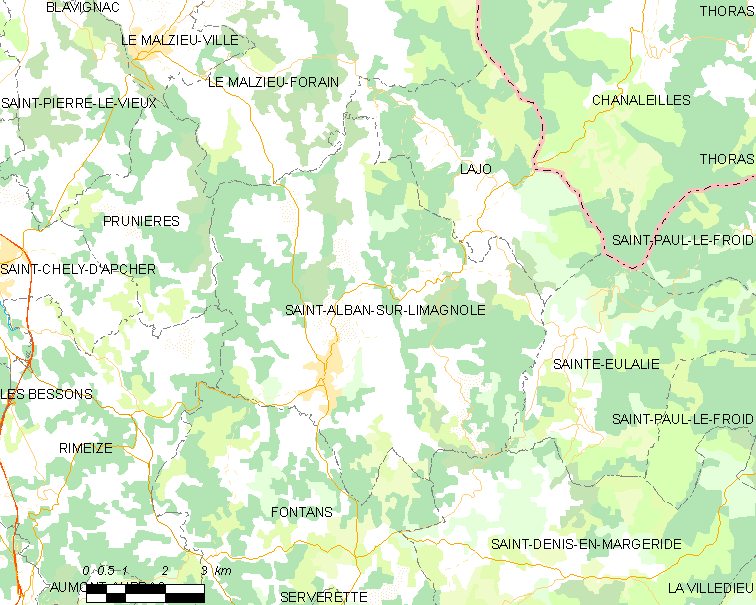
利马尼奥勒河畔圣阿尔邦的OSM定位图

利马尼奥勒河畔圣阿尔邦的时区为UTC+01:00、UTC+02:00（夏令时）。

## 行政
利马尼奥勒河畔圣阿尔邦的邮政编码为48120，INSEE市镇编码为48132。

## 政治
利马尼奥勒河畔圣阿尔邦所属的省级选区为利马尼奥勒河畔圣阿尔邦县。

## 人口

1962-2008年间利马尼奥勒河畔圣阿尔邦人口变化图示

利马尼奥勒河畔圣阿尔邦于2022年1月1日时的人口数量为1378人。